# Брунелло (коммуна)
Брунелло (итал. Brunello) — коммуна в Италии, располагается в провинции Варесе области Ломбардия.
Население составляет 953 человека (на 2001 г.), плотность населения составляет 581 чел./км². Занимает площадь 1,64 км². Почтовый индекс — 21022. Телефонный код — 0332.
В коммуне 25 марта особо празднуется Благовещение Пресвятой Богородицы. Покровителем населённого пункта считается святой Рох.